# Annum Sacrum
Annum Sacrum (en latín Año Santo) es la septuagésimo segunda encíclica promulgada por el papa León XIII el 25 de mayo de 1899 en la que anuncia la consagración de todo el género humano al Sagrado Corazón de Jesús.

## Contenido
El papa comienza recordando que recientemente ha ordenado la celebración del próximo jubileo del año santo 

Annum Sacrum, more institutoque maiorum in hac alma Urbe proxime celebrandum, per apostolicas Litteras, ut probe nostis, nuperrime indiximus. Hodierno autem die, in spem auspiciumque peragendae sanctius religiosissimae celebritatis, auctores suasoresque sumus praeclarae cuiusdam rei, ex qua quidem, si modo omnes ex animo, si consentientibus libentibusque voluntatibus paruerint, primum quidem nomini christiano, deinde societati hominum universae fructus insignes non sine caussa expectamus eosdemque mansuros.
Hace poco, como sabéis, ordenamos por cartas apostólicas que próximamente celebraríamos un jubileo, siguiendo la costumbre establecida por los antiguos, en esta ciudad santa. Hoy, en la espera, y con la intención de aumentar la piedad en que estará envuelta esta celebración religiosa, nos hemos proyectado y aconsejamos una manifestación fastuosa. Con la condición que todos los fieles Nos obedezcan de corazón y con una buena voluntad unánime y generosa, esperamos que este acto, y no sin razón, produzca resultados preciosos y durables, primero para la religión cristiana y también para el género humano todo entero.
Incipit Annum Sacrum

Recuerda enseguida el papa que siempre se ha esforzado, siguiendo el ejemplo de sus predecesores (en el siglo XVII, Inocencio XII; en el XVIII, Benedicto XIV, Clemente XIII y Pío VI; y el XIX, Pío VII y Pío IX), mantener y resaltar el culto al Sagrado Corazón de Jesús, por ello elevó esa fiesta al rito de primera clase; y ahora sueña con alentar una veneración más potente.
Recuerda el papa que unos veinticinco años antes, con motivo del segundo centenario del día que la beata Margarita María Alacoque había recibido de Dios la orden de propagar el culto divino, muchas cartas tanto de particulares como de obispos, se habían dirigido al papa Pío IX pidiendo que el Pontífice consagrase todo el género humano al Sagrado Corazón de Jesús; en ese momento se pospuso esa consagración aunque se autorizó que así lo hiciese ciertas ciudades que lo habían pedido.
Considera el papa que ha llegado el momento de hacer esa consagración, pues según escribe:

El reino de Cristo también abraza a todos los hombres privados de la fe cristiana, de suerte que la universalidad del género humano está realmente sumisa al poder de Jesús. Quien es el Hijo Único de Dios Padre, que tiene la misma substancia que Él y que es "el esplendor de su gloria y figura de su substancia" (Hebreos 1:3), necesariamente lo posee todo en común con el Padre; tiene pues poder soberano sobre todas las cosas. Por eso el Hijo de Dios dice de sí mismo por la boca del profeta: "Ya tengo yo consagrado a mi rey en Sión mi monte santo... Él me ha dicho: Tú eres mi Hijo, yo te he engendrado hoy. Pídeme y te daré en herencia las naciones, en propiedad los confines de la tierra" (Salmo 2: 6-8).
 encíclica Annum Sacrum

El Señor ejerció es derecho enviando a su apóstoles a propagar su doctrina y reunir a todos los hombres en una sola Iglesia mediante el bautismo. Como "nos arrancó del poder de la tinieblas (Col. 1:13) y "se entregó a sí mismo para la Redención de todos" (1 Tim 2:6), todos los hombres, y no solo los cristianos, se ha convertido para Él "en pueblo adquirido" (1 P 2:9). Por este poder, según expone el papa, Jesucristo nos permite añadir a ese dominio nuestra consagración voluntaria.

"Consagrándonos a Él, no solamente reconocemos y aceptamos abiertamente su imperio con alegría, sino que testimoniamos realmente que si lo que le ofrecemos nos perteneciera, se lo ofreceríamos de todo corazón; así pedimos a Dios quiera recibir de nosotros estos mismos objetos que ya le pertenecen de un modo absoluto"
encíclica Annum Sacrum

Como el Sagrado Corazón de Jesús es símbolo de la caridad infinita de Jesús, es natural consagrarse a ese santo corazón. Por eso el papa exhorta y anima en su encíclica que todos los fieles realicen con fervor este acto de piedad y en este sentido recoge la decisión del pontífice de que los días 9, 10 y 11 de junio del año próximo (1900), en la iglesia principal de cada ciudad y pueblo, se reciten las Letanía del Sagrado Corazón de Jesús y el último día se recite la fórmula de la Consagración que ha enviado.